# Vlag van Toledo
De vlag van de Spaanse provincie Toledo bestaat uit een groen veld met in het midden het provinciale wapen. De vlag en het wapen zijn voorgeschreven bij een besluit dat op 13 mei 2013 is goedgekeurd door de regering van Castilië-La Mancha en op 29 mei 2013 is gepubliceerd in het staatsblad van Castilië-La Mancha.
De oude onofficiële vlag bestaat uit een karmozijnrood veld met in het midden het oude provinciale wapen, hoewel in andere referenties het achtergrond paars is.
|  |  |

De symbolen werden opnieuw ontworpen om ze te onderscheiden van die van de stad Toledo. De twee wapens zijn bijna identiek - het enige verschil is te vinden in de schildhouders van het schild, twee koningen van wapens op de vlag van de stad en de Zuilen van Hercules op de provincievlag. De adelaar en de buitenste ornamenten - kraag, pilaren en kroon - werden niet gewijzigd om een radicale wijziging van het wapen te voorkomen.
Tot 2013 gebruikte de provincie meestal alleen het wapen van de stad met de twee koninklijke zuilen als provinciewapen. In het nieuwe wapen is het wapen van Castilië en León verdeeld met een kroon. Deze kroon verwijst naar het oude koninkrijk Toledo. De koninklijke zuilen bleef. Er werd geen rechtvaardiging gevonden voor het gebruik van groen voor het achtergrond. De Academie stelde voor om het te veranderen, maar dat mocht niet baten.